# Tersilochus abyssinicus
Tersilochus abyssinicus är en stekelart som beskrevs av Andrey Ivanovich Khalaim 2006. Tersilochus abyssinicus ingår i släktet Tersilochus och familjen brokparasitsteklar. Inga underarter finns listade i Catalogue of Life.